# Suboestophora altamirai
Suboestophora altamirai é uma espécie de gastrópode da família Hygromiidae.
É endémica de Espanha.